# Impressora ótica
Uma impressora ótica é um dispositivo que consiste em um ou mais projetores de filme mecanicamente ligados a uma câmera de cinema. Este aparelho permite aos diretores de cinema re-fotografar uma ou mais partes do filme. A impressora ótica é utilizada para fazer efeitos especiais em filmes, ou para copiar e restaurar antigas películas.
Efeitos óticos comuns incluem "fade outs" e "fade ins", dissolvimentos, câmera lenta, câmera acelerada, e sobreposições. Trabalhos mais complicados podem envolver dúzias de elementos, todos combinados dentro de uma cena.

## História
As primeiras impressoras óticas simples foram construídas no início dos anos 1920. Linwood G. Dunn expandiu o conceito nos anos 1930, e o desenvolvimento continuou nos anos 1980, onde as impressoras eram controladas com minicomputadores. Bons exemplos de impressão ótica incluem o efeito de sobreposição em 2001: Uma Odisséia do Espaço e Star Wars.
No início dos anos 1980, a composição digital começou a suplantar os efeitos óticos. Na metade da década de 1990, gráficos computadorizados rivalizaram e concorreram como foi possível com as impressoras óticas, e as mesmas foram descontinuadas. Aperfeiçoamentos nos scanners de filme e nas câmeras permitiram que todas as solicitações de efeitos fossem transferidas para o computador para que este os processasse, devolvendo o filme com os efeitos.
Atualmente as impressoras óticas são mais utilizadas como uma ferramenta artística por cineastas amadores, ou para fins educacionais. Como técnica, ainda se mostra útil para fazer cópias de filmes desenhados ou manipulados manualmente.

## Artefatos
Como em qualquer processo analógico, cada "passada" ótica degrada a imagem, como uma fotocópia de uma fotocópia. Além disso, uma vez que um novo e diferente pedaço de negativo foi exposto e impresso, combinar as cores exatas do original é um problema. Por razões econômicas, especialmente nos anos 1950 e no começo das séries de TV, que eram produzidas em filme, o trabalho da impressora era limitado apenas à parte do filme que necessitasse do efeito. A filmagem original era exposta à meia tomada com a parte a ser impressa, resultando em uma óbvia mudança na qualidade da imagem quando a transição ocorria. Outros recursos problemáticos dependem do efeito tentado, na maioria das vezes ocorrem imprecisões de alinhamento.